# Santo Domingo de Moya
Santo Domingo de Moya es, de las cuatro pedanías de la villa de Moya, la de mayor importancia y la más poblada. La pedanía se encuentra situada en la provincia de Cuenca, perteneciente a la Comunidad Autónoma de Castilla-La Mancha, España.
Cabe señalar que, al despoblarse la antigua villa de Moya en los años cincuenta del pasado siglo XX, la aldea se convirtió en centro administrativo local, con todas las funciones inherentes a la vida municipal.

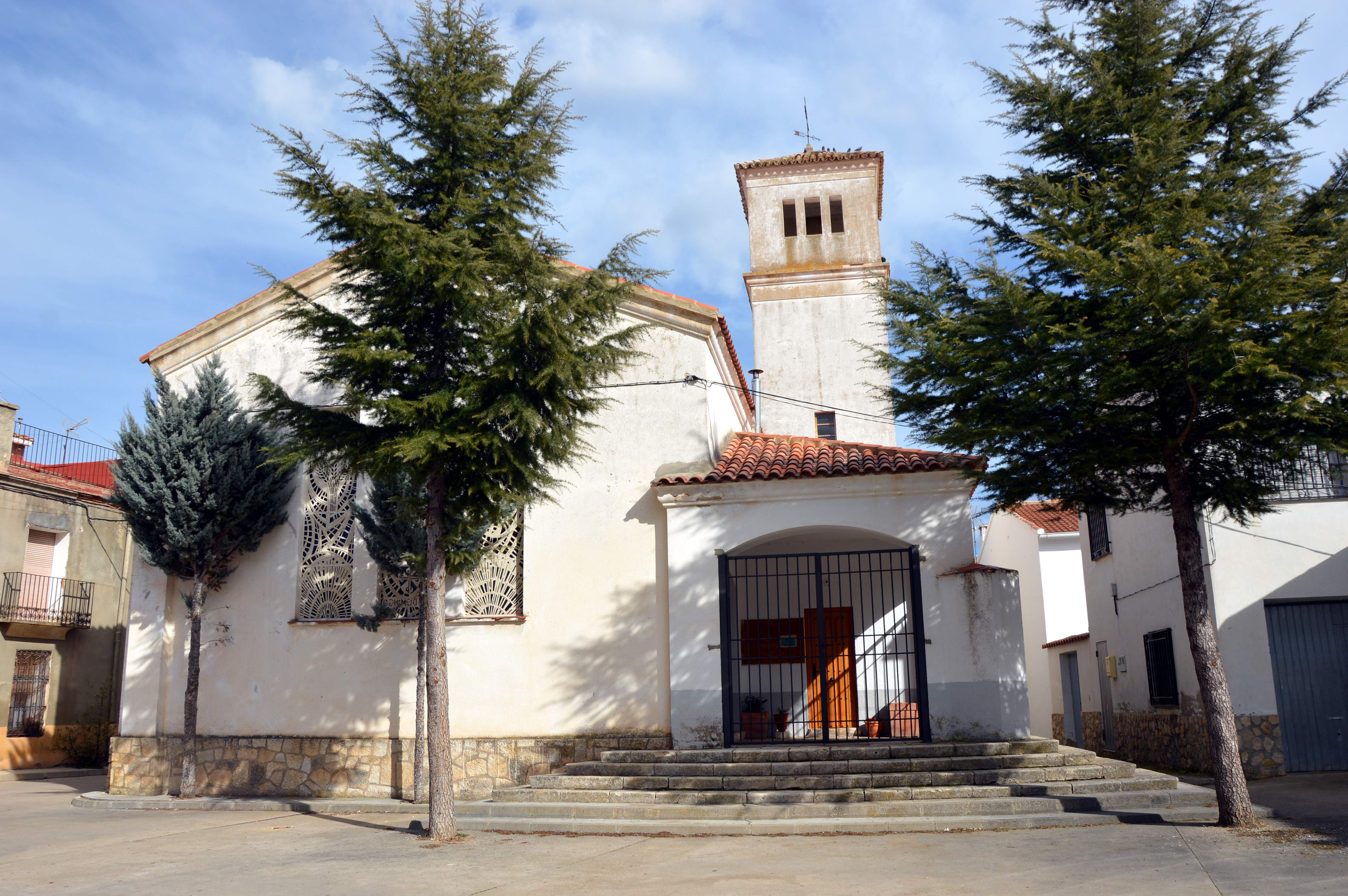
Vista posterior de la iglesia parroquial de Santo Domingo de Moya, con detalle del atrio exterior (2017).

## Historia
Hubo en Santo Domingo de Moya un convento bajo la advocación de la Purísima Concepción —sus monjas eran conocidas como «monjas bernardas»; propiamente, de la Concepción Bernarda—, cuya fecha de construcción no ha podido determinarse con exactitud; se sabe, sin embargo, que la monja más antigua de esta orden, posteriormente traslada a la ciudad de Cuenca, tenía por nombre Inés Osorio, habiendo tomado su hábito en Moya, en 1538.
A mediados del siglo XIX (1848), al decir de Moya, escribe Madoz:

«Consta de 330 CASAS, inclusas las del arrabal y barrios de Santo Domingo y San Pedro; las 90 que dentro de los muros hay son de buena construccion y cómodas, no así las del arrabal y los barrios, que en lo general valen poco».
Diccionario Geográfico-Estadístico-Histórico de España y sus posesiones de ultramar, Pascual Madoz

El edificio de la Casa Consistorial se construyó de nueva planta en 1991.
La iglesia parroquial es también un edificio de nueva planta, se halla bajo la advocación de Santo Domingo de Guzmán.

## Ubicación
Se halla al norte de la villa de Moya, en la margen izquierda del río Ojos de Moya, entre este y la CUV-5003 que une la CN-420 (en Salvacañete) con la CN-330 (en Landete).
Por la localidad discurre el trayecto del Camino de la Vera Cruz desde los Pirineos, que une Puente la Reina (Navarra) y Caravaca de la Cruz (Murcia), vía el Rincón de Ademuz y las tierras de Moya.